# Специальная военная операция

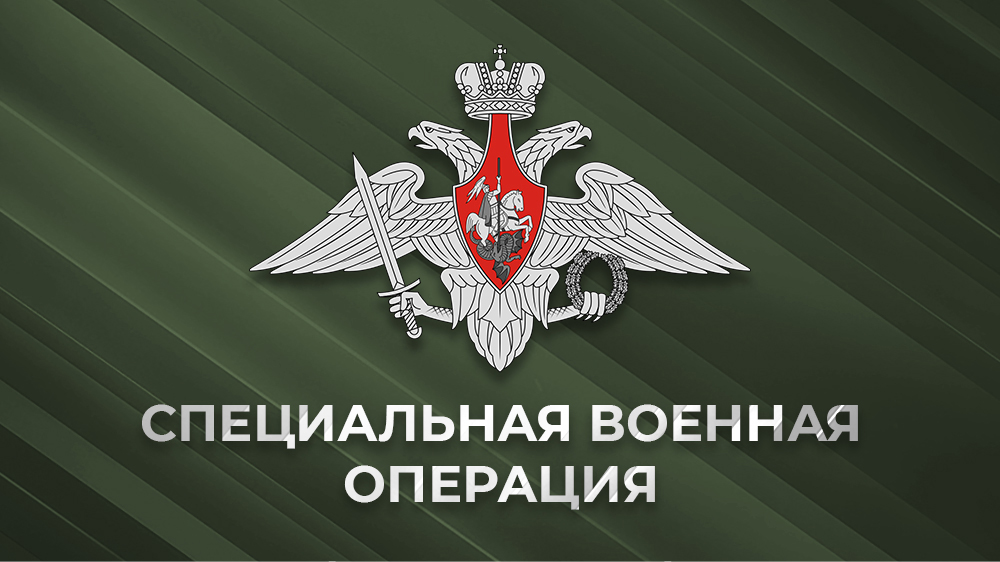
Баннер Минобороны России с использованием термина «специальная военная операция»

«Специа́льная вое́нная опера́ция» (также «спецопера́ция»; сокращённо «СВО») — пропагандистский эвфемизм, введённый руководством России и используемый провластными источниками, за исключением представителей правительства России и ряда её субъектов и пропагандистов, для описания вторжения России на Украину. Термин впервые прозвучал в обращении Владимира Путина 24 февраля 2022 года. «Специальная военная операция» является единственным разрешённым цензурой в России названием вторжения.

## Предпосылки возникновения
Использование эвфемизмов для описания военных действий было распространено в СССР и в России до её вторжения на Украину. Примерами являются:
- Советское вторжение в Польшу[16] 1939 года («освободительный поход РККА»)[16] — впоследствии де-юре «боевые действия при воссоединении СССР, Западной Украины и Западной Белоруссии»[17];
- Ввод войск в Чехословакию 1968 года («дружеская помощь братскому народу Чехословакии»)[18] — де-юре операция по состоянию на 2024 год не рассматривается как боевые действия[17][19];
- Афганская война 1979—1989 годов («введение ограниченного контингента советских войск в Афганистан»)[18][20] — впоследствии де-юре «боевые действия в Афганистане»[17];
- Первая чеченская война (1994—1996) («операция по восстановлению конституционного порядка в Чечне»)[21][22] — де-юре боевые действия и, впоследствии, «вооружённый конфликт в Чеченской Республике и на прилегающих к ней территориях Российской Федерации, отнесённых к зоне вооружённого конфликта»[17];
- Вторая чеченская война (1999—2009)[21] — де-юре боевые действия — начальная часть «контртеррористических операций на территории Северо-Кавказского региона»[17];
- Война в Грузии 2008 года («специальная операция по принуждению к миру»)[18][21] — де-юре боевые действия — «обеспечение безопасности и защита граждан Российской Федерации, проживающих на территориях Республики Южная Осетия и Республики Абхазия»[17].

Практика использования эвфемизмов распространена и в других странах: освобождение США и их союзниками оккупированного Кувейта и вторжение в Ирак в 1991 году было названо операцией «Буря в пустыне», а вторжение США в Афганистан в 2001 году было названо Джорджем Бушем «операцией „Несокрушимая свобода“».
В течение 2011—2022 годов Россия упала в рейтинге свободы прессы с 142-го на 155-е место, что свидетельствовало о значительном государственном контроле над СМИ.

## Значение
В российской военной терминологии отсутствует общепринятое или формальное определение понятия «специальная военная операция» (СВО). Оно созвучно с военным термином «специальная операция», означающим решение локальных военно-политических задач малыми силами профессиональных специальных подразделений.
Специалисты из Международной федерации за права человека отметили, что использование термина создаёт впечатление о правомерности, обоснованности и необходимости применения ограниченных мер, как по продолжительности, так и по интенсивности, что означает что-то менее серьёзное, чем вооружённый конфликт или война. При этом самого термина «специальная военная операция» не существует в международном праве. Россия предпочитает использовать его вместо слова «война», поскольку последнее ассоциируется с более серьёзными последствиями и более высокими человеческими жертвами, что может быть психологически неприемлемо для обычного россиянина. По мнению издания «Сигнал», у данного термина слово «специальная» играет особую роль, указывая на «специально обученных людей», которые задумали «операцию» и действуют с использованием «специальных знаний» об интересах России.
Использование словосочетания «специальная военная операция» в контексте вторжения на Украину приводит к искажению восприятия событий. По мнению доцента Гронингенского университета Константина Горобца, помимо преуменьшения масштаба войны, возникает эффект «речевого лицемерия» (англ. doublespeak), схожий по своей сути с двоемыслием, описанным Джорджем Оруэллом в романе «1984», и заключающийся в использовании неоднозначностей для намеренного сокрытия истинного смысла. Горобец отмечает, что, в отличие от «войны», термин «специальная военная операция» представляет Украину в качестве колонии России, не предполагает равноправия, использует «язык полицейской деятельности». По мнению исследователя, нарратив термина является империалистическим из-за того, что он предполагает, что российское руководство технически признаёт независимость и самобытность Украины, но рассматривает её как несостоявшееся государство и отколовшуюся собственность России. Таким образом, термин, пишет Горобец, означает, что российская армия не «атакует» суверенное государство, а проводит «операцию» в пределах российских территорий.
Российские военные теоретики Владимир Квачков и Виктор Литвиненко высказали мнение, что «специальная военная операция» отличается от «войны» подходом к применению военной силы — для достижения стратегических целей необходимо проведение единственной общевойсковой операции вместо нескольких. Аналитик в Управлении иностранных военных исследований в Форт Ливенворте Чарльз Бартлз и старший научный сотрудник Джеймстаунского фонда Роджер Макдермотт считают, что такая трактовка термина в российских военных кругах свидетельствует не о преуменьшении ответственности России за агрессию, а об оценке военных действий в российской системе определений, отличающейся от западной. Таким образом, «специальная военная операция» в российском понимании стоит ниже «войны», что выражается в проведении крупной, но краткосрочной военной кампании. По мнению Бартлза и Макдермотта, это различие даёт представление о том, каким образом российское руководство определяет в контексте конфликта «красные линии», «победы» и «поражения», при этом слова Квачкова и Литвиненко свидетельствуют о признании провала «спецоперации» и перехода конфликта в стадию полноценной войны даже по российским меркам, а использование эвфемизма сохраняется лишь из политических побуждений.

## Использование термина

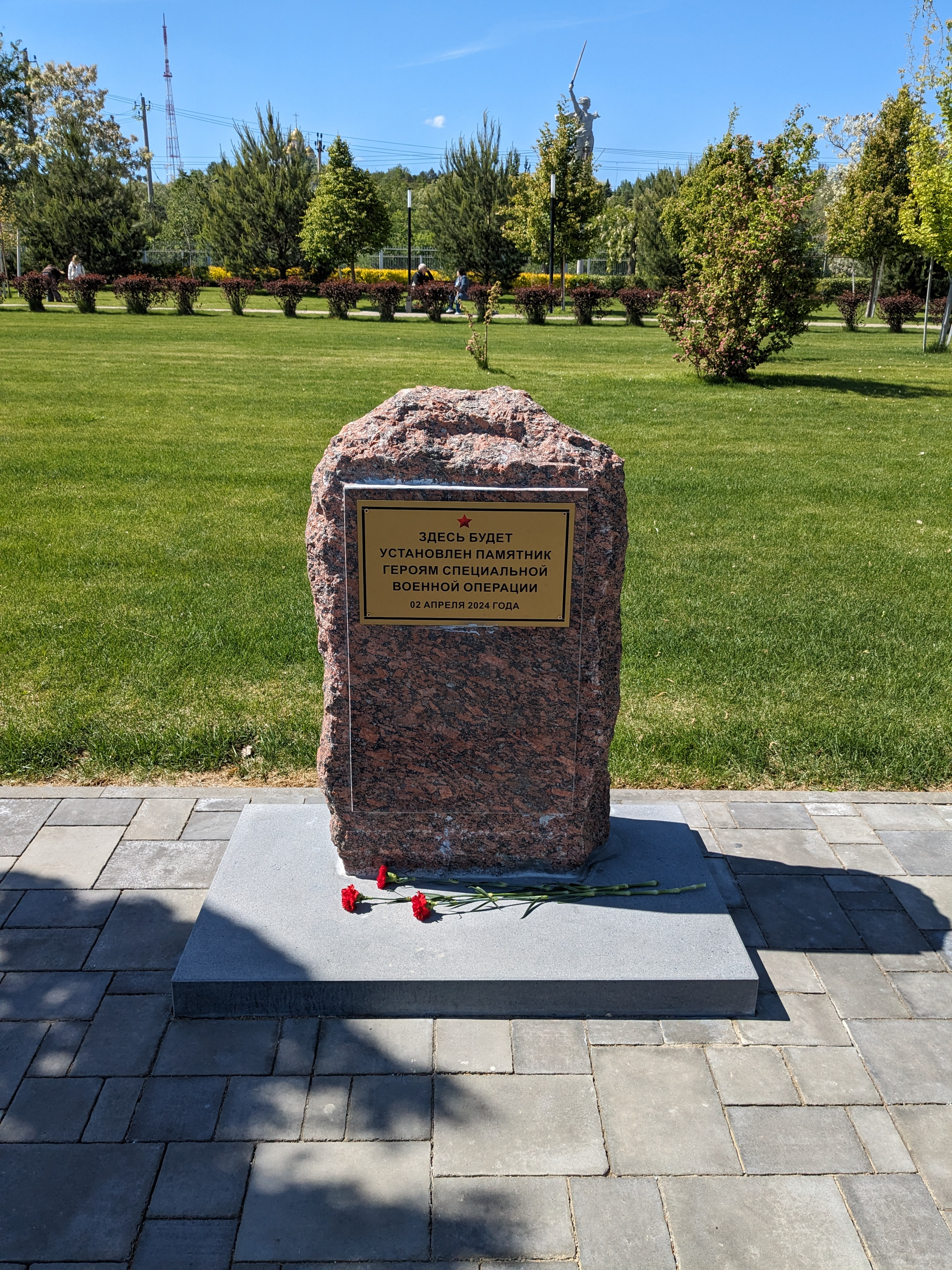
Памятный знак «Здесь будет установлен памятник героям Специальной военной операции» в Волгограде

Ряд обозревателей отметил, что внедрение термина-эвфемизма «СВО» является примером «российского новояза», частью которого является формирование альтернативного представления о менее опасной картине действительности путём смягчения формулировок в официальных сообщениях и СМИ. Помимо «СВО», в «словаре» российских властей для описания событий во время вторжения на Украину имелись и другие эвфемизмы: взрывы на территории России назывались «хлопко́м» или «громким звуком», отступление российской армии могло называться «плановой перегруппировкой войск» или «жестом доброй воли» (как в случае с островом Змеиный), а выражение «высокоточные удары» использовалось Минобороны России для описания атак на мирные объекты Украины.

### В публичной риторике
В российской пропаганде термин «специальная военная операция» является главным обозначением войны против Украины и используется для замены определения «война», употребления которого российские власти и государственные СМИ тщательно избегали. Критики Владимира Путина утверждают, что использование слова «война» для описания украинского конфликта фактически стало незаконным для использования в России. 24 февраля 2022 года, спустя 6 часов после начала вторжения российских войск на Украину, российское правительство ужесточило цензуру, официально потребовав от СМИ пользоваться исключительно материалами, предоставленными российскими официальными источниками. В дальнейшем под давлением властей множество организаций покинуло страну или было закрыто. Российские власти заблокировали доступ к целому ряду интернет-ресурсов, которые отказались следовать требованиям. В СМИ и образовательные учреждения России от властей поступили указания использовать термин «спецоперация».
В начале ноября 2022 года «правило» впервые было нарушено телеведущим Владимиром Соловьёвым во время радиопередачи; в дальнейшем «войной» события на Украине публично называли Владимир Путин, Сергей Лавров, Дмитрий Медведев, Маргарита Симоньян, Рамзан Кадыров, Сергей Кириенко, Андрей Клишас, Геннадий Зюганов, Дмитрий Песков и прочие российские официальные лица и журналисты.
Использование термина «война» в контексте вторжения на Украину вместо термина «специальная военная операция» может привести к преследованию со стороны российских властей на основании «закона о фейках», принятого 4 марта 2022 года, так как «война» не соответствует официальной позиции России, в связи с чем, согласно закону, является дезинформацией.
Российские власти и СМИ стараются избегать термина «война» в контексте Украины, используя его в выражениях наподобие «газовая война» или «информационная война». При этом «война» свободно используется в контексте описания отношений России с Западным миром. В марте 2024 года официальный представитель Кремля Дмитрий Песков заявил, что вторжение было «де-юре специальной военной операцией», которая после того, как зарубежные страны начали оказывать военную помощь Украине, переросла в «фактическую войну» против «коллективного Запада».

### В разговорной речи
Социальный антрополог Александра Архипова отметила, что, по состоянию на сентябрь 2022 года, вместо «спецоперации» чаще использовалась аббревиатура «СВО». По мнению Архиповой, это связано с неудобной в речи длиной полного термина и сокрытием сути термина в аббревиатуре.

### В культурной сфере
Из-за своей природы как явного эвфемизма термин стал интернет-мемом, высмеивающим российскую пропаганду. По итогам 2022 года эвфемизм победил в номинации «Выражение года» независимого российского конкурса «Слово года».
Полуофициальным символом термина является латинская буква «Z». Эвфемизм использован в медалях Минобороны России и Росгвардии.

### За пределами России
Эвфемизм «специальная военная операция» активно используется украинскими СМИ, но пишется в кавычках.
В резолюции Генеральной Ассамблеи ООН от 2 марта 2022 года термин «специальная военная операция» упоминается только один раз в кавычках для отображения позиции России, не признанной и осуждённой самой организацией.